# Bryan Colón
Bryan Miguel Colón Heredia (17 febbraio 1992) è un cestista dominicano di formazione svizzera.

## Carriera
Figlio del cestista José e nativo della Repubblica Dominicana, si trasferisce in Svizzera all'età di 10 anni.
Inizia la carriera al BBC Lausanne con cui conquista da protagonista il campionato LNB. Le sue ottime prestazioni attirano gli occhi della massima divisione e nel 2015 firma con il B.B.C. Monthey ottenendo il successo in Coppa di Lega.
Dal 2016 milita all'Union Neuchâtel Basket divenendo in seguito capitano della squadra.

## Palmarès
- Coppa di Lega svizzera: 1

Monthey: 2016
- NLB: 1

BBC Lausanne: 2013-14